# Moldavia ai Giochi della XXXIII Olimpiade
La Moldavia ha partecipato ai Giochi della XXXIII Olimpiade, svoltisi a Parigi dal 26 luglio all'11 agosto 2024, con una delegazione di 25 atleti, 13 uomini e 12 donne, in 10 discipline.
I portabandiera alla cerimonia di apertura sono stati Dan Olaru e Alexandra Mîrca.

## Delegazione
| Sport             | Uomini | Donne | Totale |
| ----------------- | ------ | ----- | ------ |
| Atletica leggera  | 2      | 3     | 5      |
| Canoa/kayak       | 1      | 2     | 3      |
| Equitazione       | 0      | 1     | 1      |
| Judo              | 3      | 0     | 3      |
| Lotta             | 3      | 3     | 6      |
| Nuoto             | 1      | 1     | 2      |
| Sollevamento pesi | 1      | 0     | 1      |
| Tennistavolo      | 1      | 0     | 1      |
| Tiro con l'arco   | 1      | 1     | 2      |
| Tiro              | 0      | 1     | 1      |
| Totale            | 13     | 12    | 25     |